# Boana leucocheila
Boana leucocheila é uma espécie de anfíbio da família Hylidae. Endêmica do Brasil, onde pode ser encontrada nos municípios de Aripuanã e Apiacás, no estado do Mato Grosso, e no município de Ji-Paraná (distrito de Nova Colina), no estado de Rondônia.